# Otto Zippelius

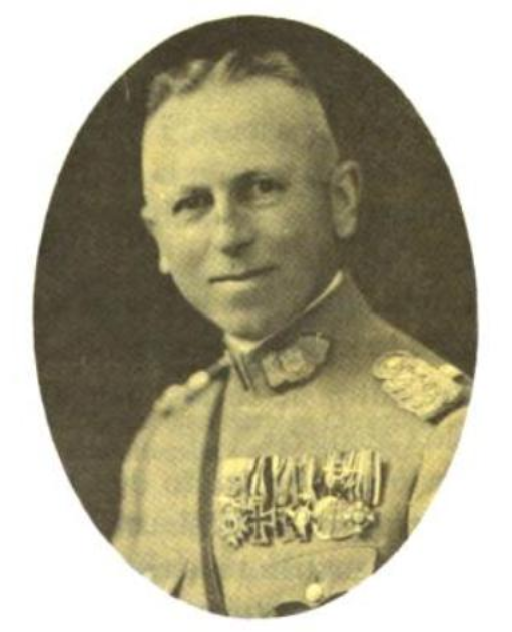
Otto Zippelius in Uniform, 1920

August Baptist Otto Zippelius (* 31. Januar 1885 in Nürnberg; † Juni 1957 in Santiago de Chile) war ein deutscher und chilenischer Offizier sowie nationalsozialistischer Funktionär.

## Leben

### Karriere
Nach dem Abitur an einem Humanistischem Gymnasium trat Zippelius im Jahre 1903 als Fähnrich in das Königlich Bayerische 1. Chevaulegers-Regiment „Kaiser Nikolaus von Rußland“ der bayerischen Armee ein. Er erwarb 1904 die Offiziersreife und wurde am 8. März 1905 zum Leutnant befördert. Er nahm an Pferderennen teil und gewann 1906 das 2. Schwere Chargenpferd-Rennen der 5. Kavallerie-Brigade. Zippelius wurde 1910 an die bayerische Kriegsakademie abkommandiert, wo er am 28. Oktober 1910 zum Oberleutnant befördert wurde. 1913 schloss er den Lehrgang an der Akademie mit der Eignung zum Generalstab, Höherer Adjutantur, Referatsdienst und Lehrfach ab.
Ab 1914 diente er als Adjutant der 5. Königlich Bayerischen Kavallerie-Brigade unter Oberst Moritz von Hößlin. Nach Ausbruch des Ersten Weltkrieges wurde er noch im Jahr 1914 mit dem Eisernen Kreuz II. Klasse ausgezeichnet und am 14. Januar 1916 zum Rittmeister befördert. Während des Krieges kämpfte er in Galizien, Rumänien und Russland sowie in Frankreich, unter anderem in der Schlacht an der Somme.
Nach Kriegsende wurde er Anfang 1919 zum Major befördert und war bis zu seinem Ausscheiden aus der Reichswehr im Jahre 1922 mit verschiedenen Sonderaufgaben betraut. Am 27. März 1927 wurde er von der chilenischen Armee im Rang eines Oberstleutnants eingestellt. Dort diente er als Professor für Taktik, Strategie und Stabsdienst an der Kriegsakademie, als Professor für Taktik an der Kavallerieschule, als Berater und Ausbilder der Kavallerie und nahm an allen Feldzügen im Norden und Süden Chiles teil. Auch war er in Chile Autor mehrerer Bücher über Taktik, Strategie und Kavallerieunterricht.
Er setzte sich für die Ausbildung chilenischer Offiziere in der Reichswehr ein und konnte ihre Zahl auf 12 steigern. 1930 wurde er Komtur des Orden Bernardo O’Higgins (damals noch Al Mérito), die höchste chilenische Auszeichnung für Ausländer.
Im Jahre 1935 wurde Zippelius als Instrukteur der Polizei in Chile verwendet und galt neben dem ebenfalls bayerischen Offizier Hans von Kiesling als führender Militärspezialist in Chile. Beide waren Mitglied im Kyffhäuser-Bund. und traten nach der Machtergreifung der Nationalsozialisten in die NSDAP ein. 1936 wurde Zippelius Führer des Bundes Deutscher Militärvereine in Chile.
Zippelius diente noch bis 1941 in der chilenischen Armee und wurde dann wegen seiner nationalsozialistischen Einstellung im Rang eines Obersten verabschiedet.

### Familie
Er heiratete die Deutsch-Chilenin Lizzy Anita Henriette Weber (* 17. Oktober 1895 in Valparaiso; † 11. Mai 1981 in Santiago de Chile), einzige Tochter des nach Chile ausgewanderten John Henry David Weber (* 12. Oktober 1866 in Hamburg; † 20. Oktober 1934 ebenda), Aufsichtsratsmitglied beim Norddeutschen Lloyd in Bremen, und seiner Ehefrau Anna von Bischoffshausen (* 25. November 1870 in Valparaiso; † 29. Mai 1959 in Santiago de Chile). Zippelius bekam mit ihr fünf Kinder, darunter Karlheinrich (* 4. Oktober 1920 in Nürnberg), Hans (später chilenischer Oberst) und Lore (* 21. Dezember 1921 in Nürnberg; † 19. September 1998 in Peñablanca).